# Фатежский уезд
Фате́жский уе́зд — административно-территориальная единица Курского наместничества (1779—1796) и Курской губернии (1796—1924) — Российской империи, а после революции — РСФСР.
Административным центром был город Фатеж.

## История
Фатежский уезд был образован в 1779 году из части земель Курского уезда. Уездный город был образован из однодворческого села Фатеж, известного с XVII века.
В результате второй губернской реформы в 1797 году Курское наместничество было преобразовано в Курскую губернию.
Уезды были укрупнены. К Фатежскому уезду была присоединена территория Дмитриевского уезда.
В 1802 году большинство уездов, существовавших до 1797 года были восстановлены. Территория Фатежского уезда сократилась практически до прежних размеров (границы уезда, по сравнению с 1797 годом, были изменены). В таком виде уезд просуществовал до 1924 года.
По данным 8-й ревизии 1834 года в состав уезда входило 8 казённых волостей: Горяиновская, Колычёвская, Нижнелюбажская, Ольховатская, Поныровская, Сдобниковская, Хмелевская, Шаховская. В ходе крестьянской реформы 1861 года была утверждена новая сетка волостей (см. Административное деление).
В конце 1917 года на территории уезда была установлена советская власть.
С 24 сентября по 14 ноября 1919 года территория уезда находилась под контролем Добровольческой армии А. И. Деникина.
12 мая 1924 года Фатежский уезд был упразднён. На его территории были образованы Алисовская, Нижнереутская, Поныровская и Фатежская волости, вошедшие в состав укрупнённого Курского уезда.
В 1928 году, после ликвидации Курской губернии и перехода на областное, окружное и районное деление, был создан Фатежский район, вошедший в Курский округ Центрально-Чернозёмной области.

## География
Фатежский уезд являлся наименьшим по площади в Курской губернии (2362,4 кв. верст, или 246067 десятин). Местность уезда возвышенная, открытая. Наибольшую высоту над уровнем моря имеют сёла Молотычи (904 фута) и Никольское (866 футов), расположенные к северу от Фатежа. Реки протекают в глубоких и изрытых долинах. Все реки уезда относятся к водной системе Сейма (бассейн Днепра), наиболее значительные из них: Свапа — протекает по северной границе уезда и её приток Усожа — орошают большую часть уезда, на востоке протекает река Снова. Все реки Фатежского уезда несудоходны, озёр и значительных болот нет.
Почва представляет собой глубокий суглинистый чернозём (до 3 футов) и по своим качествам принадлежала к числу плодороднейших в губернии. По реке Усоже много известняка, а в 5 верстах от Фатежа, недалеко от деревни Сухочево — жерновой камень. Фатежский уезд исстари принадлежал к степным, безлесным местностям — леса составляли в нем не более 6% всей площади.

## Население
По данным переписи 1897 года 99,9 % населения уезда составляли великороссы. Этот показатель был самым высоким среди уездов Курской губернии. Абсолютное большинство населения исповедовало православие, раскольников было не более 2%. Из населения уезда можно выделить 4 субэтнические, сословные и этнографические группы, сохранявших свои особенности до начала XX века:
- Бывшие государственные крестьяне, большей частью однодворцы — потомки служилых людей, заселявших данную местность в 1-й половине XVII века. Составляли 75% населения уезда.
- Бывшие вольные хлебопашцы и помещичьи крестьяне, среди которых многие получили дарственный («нищенский») надел.
- Саяны — бывшие монастырские крестьяне[3]. Проживали в сёлах Березовец, Поныри (ныне 1-е Поныри и 2-е Поныри), Смородинное (ныне Верхнесмородино и Нижнесмородино) и Становое, располагавшихся на северо-востоке уезда (территория современного Поныровского района).
- Потомки севрюков — проживали некоторых селениях на юге уезда[источник не указан 1718 дней].

В 70-е годы XIX века началось переселение крестьян из Фатежского уезда в сибирские губернии.

## Административное деление

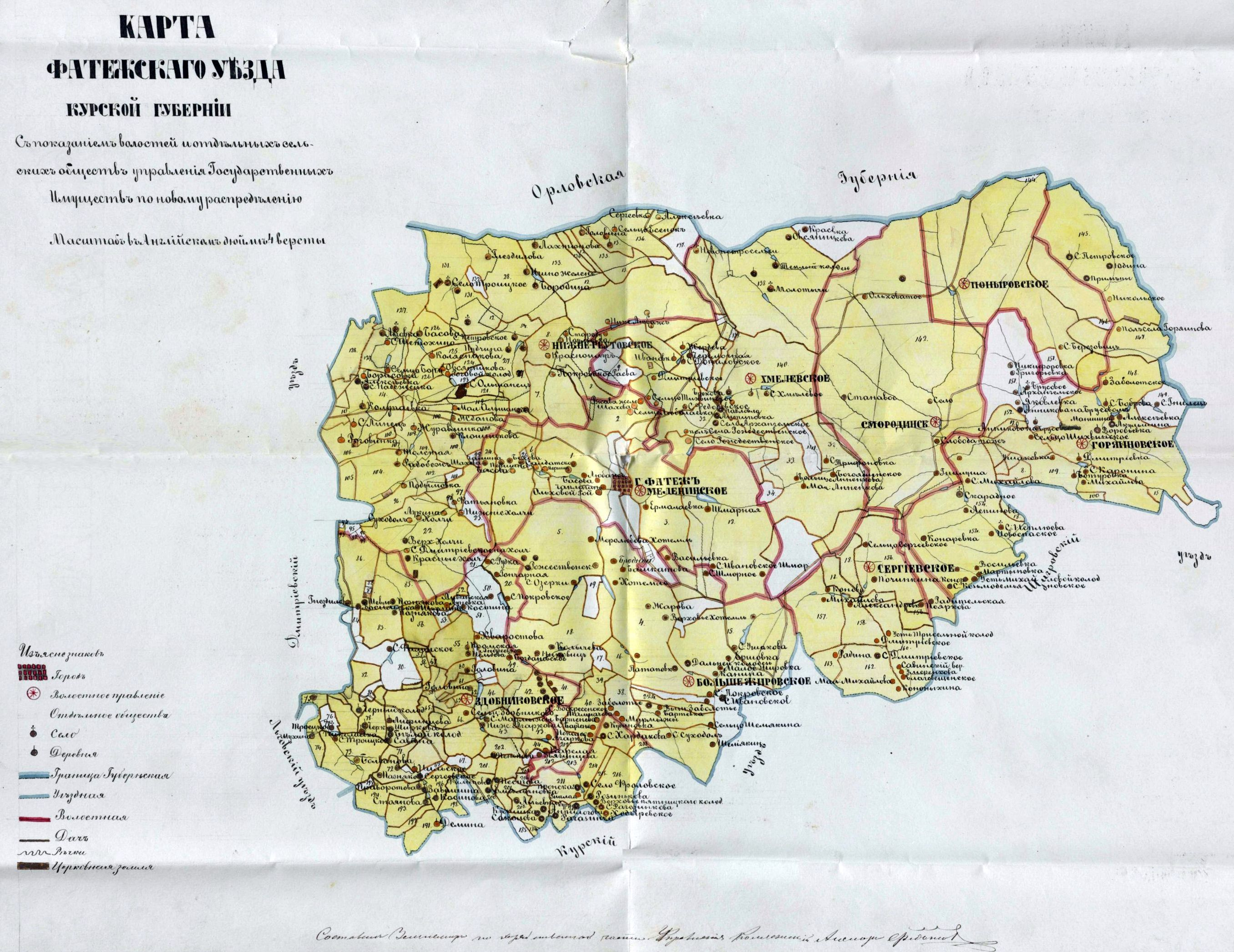
Карта Фатежского уезда. 1867 год

В 1877 году в уезде было 15 волостей:
| №  | Волость         | Административный центр |
| -- | --------------- | ---------------------- |
| 1  | Бартеневская    | Бартенева              |
| 2  | Богоявленская   | Анненково              |
| 3  | Большежировская | Большое Жирово         |
| 4  | Брусовская      | Березовец              |
| 5  | Горяиновская    | Горяиновка             |
| 6  | Дмитриевская    | Дмитриевское           |
| 7  | Сдобниковская   | Сдобниково             |
| 8  | Игинская        | Игино                  |
| 9  | Миленинская     | Пригородная Слобода    |
| 10 | Нижнереутская   | Нижний Реут            |
| 11 | Поныровская     | Поныри                 |
| 12 | Рождественская  | Знаменское             |
| 13 | Сергиевская     | Сергиевское            |
| 14 | Смородинская    | Смородинное            |
| 15 | Хмелевская      | Хмелевое               |

В 1890 году в состав уезда входило 10 волостей:
| № п/п | Волость         | Волостное правление    | Число селений | Население |
| ----- | --------------- | ---------------------- | ------------- | --------- |
| 1     | Большежировская | с. Большое Жирово      | 34            | 9158      |
| 2     | Горяиновская    | с. Горяиновка          | 14            | 10004     |
| 3     | Дмитриевская    | с. Нижние Халчи        | 22            | 10685     |
| 4     | Здобниковская   | д. Здобниково          | 40            | 11856     |
| 5     | Миленинская     | с. Пригородная Слобода | 22            | 9065      |
| 6     | Нижнереутская   | с. Нижний Реут         | 25            | 16808     |
| 7     | Поныровская     | с. Поныри              | 5             | 11504     |
| 8     | Сергиевская     | с. Сергиевское         | 18            | 11060     |
| 9     | Смородинская    | с. Смородинное         | 5             | 14171     |
| 10    | Хмелевская      | с. Хмелевое            | 11            | 11404     |

К 1913 году Фатежский уезд состоял из 9 волостей, упразднена Смородинская волость. 
| № | Волость         | Административный центр |
| - | --------------- | ---------------------- |
| 1 | Большежировская | д. Большое Жирово      |
| 2 | Горяиновская    | д. Горяиновка          |
| 3 | Дмитриевская    | с. Верхние Халчи       |
| 4 | Сдобниковская   | д. Сдобниково          |
| 5 | Миленинская     | с. Пригородная Слобода |
| 6 | Нижнереутская   | с. Нижний Реут         |
| 7 | Поныровская     | с. Поныри              |
| 8 | Сергиевская     | с. Сергиевское         |
| 9 | Хмелевская      | с. Хмелевое            |